# Locomotiva classe "Pacific" 370 EFCB
A Locomotiva Pacific de rodagem 4-6-2, matrícula 370, operou na EFCB e, posteriormente, na RFFSA entre 1922 até 1968. 

## História
Apelidada de Zezé Leone em homenagem à primeira miss Brasil, eleita em 1923.
Incorporada à Estrada de Ferro Central do Brasil (EFCB), onde recebeu o nº 370, tracionou o expresso noturno Cruzeiro do Sul, o qual ainda utilizava-se de carros de madeira (os quais futuramente seriam substituídos por alguns dos primeiros carros de aço do Brasil), entre o Rio de Janeiro e São Paulo. Futuramente, com o auxilio das locomotivas 350-369 e, por fim, das locomotivas FA-1 que viriam para substituir ambas a locomotiva 370 e as locomotivas 350-369. 
Ao final de sua carreira, tracionou trens de serviços até que foi finalmente baixada em 1968. Foi levada para a região de Santos Dumont (MG), depósito onde ficou instalada em um pedestal.

## Conservação, estado atual e curiosidades
Restaurada entre 2008 e 2010, encontra-se exposta ao lado da estação ferroviária de Santos Dummont. Em 2002, foram emitidos 1.440.000 selos pela Casa da Moeda em homenagem às locomotivas Zezé Leone e Baroneza, 720.000 para cada.